# 北之湖敏滿
北之湖敏滿（日语：／ Kitanoumi Toshimitsu，1953年5月16日—2015年11月20日），本名小畑敏滿，北海道出身的前相撲力士，主要活躍在 1970 年代。北之湖在21歲時便晉升為橫綱，是歷代最年輕的記錄保持者，橫綱在位63個場所為歷代第二，生涯總優勝數24次為歷代第五位，直到去世前都還是橫綱勝場數保持者（670勝）。與雙葉山定次、大鵬幸喜、千代之富士貢並稱為昭和的大橫綱。1985年退役後，建立北之湖部屋，在2002 - 2008年擔任日本相撲協會理事長，並於2012年復任，在任中過世。
| 前任： 時津風勝男 | 日本相撲協會理事長 2002年—2008年 | 繼任： 武藏川晃偉 |
| 前任： 放駒輝門   | 日本相撲協會理事長 2012年—2015年 | 繼任： 八角信芳   |